# 伊東信一郎
伊東 信一郎（いとう しんいちろう、1950年12月25日 - ）は、日本の経営者、ANAホールディングス最高顧問、フジ・メディア・ホールディングス独立社外取締役監査等委員、フジテレビジョン監査役、三井不動産独立社外取締役。宮崎県西都市出身。元経済同友会副代表幹事。2024年4月29日の春の叙勲で旭日重光章を受章した。

## 来歴
- 1974年（昭和49年）
  - 3月 - 九州大学経済学部卒業
  - 4月 - 全日本空輸入社
- 1999年（平成11年）6月 - 社長室事業計画部長
- 2001年（平成13年）4月 - 人事部長
- 2004年（平成16年）4月 - 常務取締役
- 2006年（平成18年）4月 - 専務取締役営業推進本部長
- 2007年（平成19年）4月 - 代表取締役副社長営業推進本部長
- 2009年（平成21年）4月 - 代表取締役社長
- 2012年（平成24年）6月 - 日本経済団体連合会審議員会副議長[4](～2016年（平成28年）6月[5])
- 2013年（平成25年）4月 - ANAホールディングス代表取締役社長、全日本空輸取締役会長
- 2013年（平成25年）4月 - 経済同友会副代表幹事[6](～2017年（平成29年）4月[7])
- 2013年（平成25年）6月 - 三菱重工業株式会社監査役[8]
- 2015年（平成27年）4月 - ANAホールディングス代表取締役会長
- 2016年（平成28年）4月 - 東京都写真美術館館長[9]
- 2017年（平成29年）6月 - ANAホールディングス取締役会長[10]
- 2019年（平成31年）6月 - 三井不動産取締役[11]
- 2022年  (令和4年)  4月 - ANAホールディングス特別顧問[12]
- 2023年（令和5年）6月 - フジ・メディア・ホールディングス取締役監査等委員、フジテレビジョン監査役